# Géza I van Hongarije
Géza I (Polen, 1044/1045 - 25 april 1077) was koning van Hongarije van 1074 tot 1077 en behoort tot het huis van Árpád. Hij was een zoon van koning Béla I van Hongarije en Richezza van Polen. Zijn doopnaam was Magnus.

## Jeugd
Géza's ouders leefden in Polen omdat zijn grootvader Vazul een mislukte staatsgreep had gepleegd. Toen zijn oom Andreas koning werd, konden ze terugkeren naar Hongarije. Na ongeveer tien jaar kwam het tot een open conflict tussen Andreas en Béla over de troonopvolging. Béla vluchtte weer met zijn gezin naar Polen en versloeg Andreas met een Pools leger. Béla werd koning in 1060 en Géza werd zijn belangrijkste adviseur. Andreas' minderjarige zoon Salomo van Hongarije vluchtte naar Duitsland en werd door de keizer als koning erkend. Géza bezocht in 1063 het Duitse hof en zou daar getrouwd zijn met Sophia van Loon (ca. 1045 - ca. 1065, kleindochter van de burggraaf Giselbert van Loon). In 1063 werd een Duitse expeditie uitgezonden om Salomo op de troon te plaatsen maar Béla stierf kort daarvoor door een ongeluk. Géza bood aan om Salomo te erkennen als koning, als hij het oude hertogdom van zijn vader (tussen de Morava (Tsjechië) en de Hron) zou krijgen. De regenten van Salomo wezen dit voorstel af en Géza vluchtte weer naar Polen. Toen de Duitsers terugkeerden naar huis, kwam Géza met een Pools leger naar Hongarije. Uiteindelijk werd op 26 januari 1064 in Győr een overeenkomst gesloten: Salomo werd erkend als koning en Géza en zijn broers kregen inderdaad het hertogdom van hun vader (ook wel "Tercia pars Regni", het derde deel van het koninkrijk, genoemd).

## Hertog
In 1064 vierden Salomo en zijn neven samen het paasfeest in Pécs. Er ontstond een brand in de gebouwen waar ze verbleven en beide partijen gaven elkaar de schuld maar de aanwezige bisschoppen konden de zaak sussen. In de volgende jaren werkten Géza en zijn broers goed samen met de koning. In 1067 namen de koning en zijn neven deel aan een veldtocht in Dalmatië tegen Venetië. Het volgende jaar versloegen ze de Petsjenegen in een veldslag bij Lechința (bij Bistrița (stad)). In 1071 veroverden ze Belgrado op het Byzantijnse Rijk. Maar de Byzantijnse bevelhebber gaf zich over aan Géza, en niet aan Salomo. Géza onderstreepte dit door de buit niet met de koning te delen en de Byzantijnse gevangen vrij te laten zonder daarvoor toestemming aan Salomo te vragen. Rond deze tijd zou Géza met Synadene van Byzantium zijn getrouwd, als tweede vrouw.
Het Byzantijnse leger heroverde Belgrado in 1072. Géza en Salomo ondernamen een nieuwe veldtocht maar Géza liet zijn broers achter in hun hertogdom, om dat te beschermen tegen aanhangers van Salomo. Door hun wantrouwen konden Géza en Salomo niet goed samenwerken en mislukte de veldtocht.
Géza en Salomo besteedden het jaar 1073 om buitenlandse steun te zoeken voor de komende confrontatie. Salomo kreeg steun uit Duitsland en Géza uit Polen en Bohemen. Salomo had zijn leger als eerste verzameld en koos de aanval. Hij versloeg Géza op 26 februari 1074. Kort daarna kwamen Boheemse en Poolse troepen Géza te hulp, en op 14 maar 1074 versloeg hij Salomo bij Mogyoród. Salomo raakte bij de veldslag gewond en vluchtte naar Duitsland.

## Koning
Salomo kon het gezag houden over zijn meest westelijke provincies. Bovendien erkende hij keizer Hendrik IV als zijn leenheer. In ruil daarvoor stuurde Hendrik in augustus 1074 een legermacht die oprukte tot Vác. Maar toen Hendrik de opstand in Saksen niet onder controle kon krijgen, trok hij zijn leger terug.
Géza was door zijn aanhangers tot koning uitgeroepen en kon nu ook niet meer door Salomo worden bedreigd. Géza zocht internationale erkenning bij de paus en de keizer van het Byzantijnse Rijk. De paus vroeg in ruil om erkenning van de autoriteit van de paus over de koning, en Géza kon dat niet accepteren. Keizer Michaël VII Doukas erkende Géza wel, en stuurde hem een kroon omdat de oorspronkelijke Hongaarse kroon natuurlijk in handen was van Salomo. Beide kronen zouden later tot één kroon worden samengevoegd.
Géza stichtte de abdij van Hronský Beňadik en voltooide de kathedraal van Vác. In 1076 liet hij zijn broer Ladislaus een veldtocht ondernemen tegen Salomo maar die had geen succes. Géza was inmiddels ziek en begon onderhandelingen met Salomo om af te treden en Salomo het koningschap terug te geven. De onderhandelingen mislukten echter en Géza werd na zijn dood in 1077 opgevolgd door Ladislaus. Géza werd begraven in Vác.

## Huwelijken en kinderen
In zijn eerste huwelijk (1063) was Géza getrouwd met Sophia van Loon. Zij kregen de volgende kinderen:
- Koloman van Hongarije (1065-1116)
- vermoedelijk een dochter, gehuwd met een Hongaarse edelman, moeder van troonpretendent Ivan (ovl. ca. 1023) die werd onthoofd onder koning Stefanus II van Hongarije.

In zijn tweede huwelijk (ca. 1070) was Géza getrouwd met Synadene. Zij kregen de volgende kinderen:
- Álmos
- vermoedelijk een dochter, gehuwd met een heer van Miskolc, moeder van troonpretendent Boris die ca. 1023 door Stefanus II werd verbannen.